# Anna Maria di Brandeburgo-Ansbach
Anna Maria di Brandeburgo-Ansbach (Jägerndorf, 28 dicembre 1526 – Nürtingen, 20 maggio 1589) è stata una principessa di Brandeburgo-Ansbach.

## Biografia
Anna Maria è nata a Jägerndorf, figlia maggiore di Giorgio, margravio di Brandeburgo-Ansbach e della sua seconda moglie Edvige di Münsterberg-Oels, figlia di Carlo I di Münsterberg-Oels.

## Matrimonio
Sposò il 24 febbraio 1544 ad Ansbach, il duca Cristoforo di Württemberg (1515-1568).
Da questo matrimonio nacquero i seguenti figli:
- Eberardo (1545-1568);
- Edvige (1547-1590), sposò Luigi IV d'Assia-Marburgo;
- Elisabetta (1548-1592), sposò Giorgio Ernesto di Henneberg-Schleusingen e successivamente Giorgio Gustavo di Veldenz-Lauterecken;
- Sabina (1549-1582), sposò Guglielmo IV d'Assia-Kassel;
- Emilia (1550-1589), sposò Riccardo di Simmern-Sponheim;
- Eleonora (1552-1618), sposò Gioacchino Ernesto di Anhalt e successivamente Giorgio I d'Assia-Darmstadt;
- Ludovico III (1554-1593);
- Dorotea Maria (1559-1639), sposò Ottone Enrico del Palatinato-Sulzbach;
- Anna (1561-1616), sposò Giovanni Giorgio di Slesia-Liegnitz e successivamente Federico IV di Slesia-Liegnitz;
- Sofia (1563-1590), sposò Federico Guglielmo I di Sassonia-Weimar.

## Ultimi anni e morte
Dopo aver perso suo marito e suo figlio maggiore nel 1568, Anna Maria si innamorò perdutamente del giovane Langravio Giorgio I d'Assia-Darmstadt (1547-1596). Poco dopo ebbe problemi mentali e venne rinchiusa. Giorgio I in seguito sposò la figlia Eleonora.
Trascorse gli ultimi 20 anni della sua vita nel Castello di Nürtingen, dove morì nel 1589. Venne sepolta nella chiesa collegiata di San Giorgio a Tubinga.

## Ascendenza
|                                                          |                                        |                                         | Genitori                                                |  |  | Nonni |  |  | Bisnonni                                         |  |  | Trisnonni                                        |  |
|                                                          |                                        |                                         |                                                         |  |  |       |  |  | 8. Alberto III, principe elettore di Brandeburgo |  |  | 16. Federico I, principe elettore di Brandeburgo |  |
|                                                          |                                        |                                         |                                                         |  |  |       |  |  | 8. Alberto III, principe elettore di Brandeburgo |  |  | 16. Federico I, principe elettore di Brandeburgo |  |
|                                                          |                                        | 17. Elisabetta di Baviera-Landshut      |                                                         |  |  |       |  |  | 8. Alberto III, principe elettore di Brandeburgo |  |  |                                                  |  |
| 4. Federico I, margravio di Brandeburgo-Ansbach-Kulmbach |                                        |                                         |                                                         |  |  |       |  |  | 8. Alberto III, principe elettore di Brandeburgo |  |  |                                                  |  |
|                                                          |                                        | 9. Anna di Sassonia                     | 18. Federico II, principe elettore di Sassonia          |  |  |       |  |  |                                                  |  |  |                                                  |  |
|                                                          |                                        | 9. Anna di Sassonia                     | 18. Federico II, principe elettore di Sassonia          |  |  |       |  |  |                                                  |  |  |                                                  |  |
|                                                          |                                        | 9. Anna di Sassonia                     | 19. Margherita d'Austria                                |  |  |       |  |  |                                                  |  |  |                                                  |  |
| 2. Giorgio, margravio di Brandeburgo-Ansbach             |                                        | 9. Anna di Sassonia                     |                                                         |  |  |       |  |  |                                                  |  |  |                                                  |  |
|                                                          |                                        | 10. Casimiro IV, re di Polonia          | 20. Ladislao II, re di Polonia                          |  |  |       |  |  |                                                  |  |  |                                                  |  |
|                                                          |                                        | 10. Casimiro IV, re di Polonia          | 20. Ladislao II, re di Polonia                          |  |  |       |  |  |                                                  |  |  |                                                  |  |
|                                                          |                                        | 10. Casimiro IV, re di Polonia          | 21. Sofia Alšėniškė                                     |  |  |       |  |  |                                                  |  |  |                                                  |  |
| 5. Sofia di Polonia                                      |                                        | 10. Casimiro IV, re di Polonia          |                                                         |  |  |       |  |  |                                                  |  |  |                                                  |  |
|                                                          |                                        | 11. Elisabetta d'Asburgo                | 22. Alberto II, imperatore del Sacro Romano Impero      |  |  |       |  |  |                                                  |  |  |                                                  |  |
|                                                          |                                        | 11. Elisabetta d'Asburgo                | 22. Alberto II, imperatore del Sacro Romano Impero      |  |  |       |  |  |                                                  |  |  |                                                  |  |
|                                                          |                                        | 11. Elisabetta d'Asburgo                | 23. Elisabetta di Lussemburgo                           |  |  |       |  |  |                                                  |  |  |                                                  |  |
| 1. Anna Maria di Brandeburgo-Ansbach                     |                                        | 11. Elisabetta d'Asburgo                |                                                         |  |  |       |  |  |                                                  |  |  |                                                  |  |
|                                                          | 12. Enrico I, duca di Münsterberg-Oels | 24. Giorgio, re di Boemia               |                                                         |  |  |       |  |  |                                                  |  |  |                                                  |  |
|                                                          | 12. Enrico I, duca di Münsterberg-Oels | 24. Giorgio, re di Boemia               |                                                         |  |  |       |  |  |                                                  |  |  |                                                  |  |
|                                                          | 12. Enrico I, duca di Münsterberg-Oels | 25. Cunegonda di Sternberg              |                                                         |  |  |       |  |  |                                                  |  |  |                                                  |  |
| 6. Carlo I, duca di Münsterberg-Oels                     | 12. Enrico I, duca di Münsterberg-Oels |                                         |                                                         |  |  |       |  |  |                                                  |  |  |                                                  |  |
|                                                          |                                        | 13. Ursula di Brandeburgo               | 26. Alberto III, principe elettore di Brandeburgo (= 8) |  |  |       |  |  |                                                  |  |  |                                                  |  |
|                                                          |                                        | 13. Ursula di Brandeburgo               | 26. Alberto III, principe elettore di Brandeburgo (= 8) |  |  |       |  |  |                                                  |  |  |                                                  |  |
|                                                          |                                        | 13. Ursula di Brandeburgo               | 27. Margherita di Baden-Baden                           |  |  |       |  |  |                                                  |  |  |                                                  |  |
| 3. Edvige di Münsterberg-Oels                            |                                        | 13. Ursula di Brandeburgo               |                                                         |  |  |       |  |  |                                                  |  |  |                                                  |  |
|                                                          |                                        | 14. Giovanni II, duca di Sagan e Glogau | 28. Giovanni I, duca di Sagan e Glogau                  |  |  |       |  |  |                                                  |  |  |                                                  |  |
|                                                          |                                        | 14. Giovanni II, duca di Sagan e Glogau | 28. Giovanni I, duca di Sagan e Glogau                  |  |  |       |  |  |                                                  |  |  |                                                  |  |
|                                                          |                                        | 14. Giovanni II, duca di Sagan e Glogau | 29. Scolastica di Sassonia-Wittenberg                   |  |  |       |  |  |                                                  |  |  |                                                  |  |
| 7. Anna di Sagan                                         |                                        | 14. Giovanni II, duca di Sagan e Glogau |                                                         |  |  |       |  |  |                                                  |  |  |                                                  |  |
|                                                          |                                        | 15. Caterina di Opava                   | 30. Guglielmo I, duca di Opava                          |  |  |       |  |  |                                                  |  |  |                                                  |  |
|                                                          |                                        | 15. Caterina di Opava                   | 30. Guglielmo I, duca di Opava                          |  |  |       |  |  |                                                  |  |  |                                                  |  |
|                                                          |                                        | 15. Caterina di Opava                   | 31. Salomè di Častolovice                               |  |  |       |  |  |                                                  |  |  |                                                  |  |
|                                                          |                                        | 15. Caterina di Opava                   |                                                         |  |  |       |  |  |                                                  |  |  |                                                  |  |